# Ministerstvo obchodu Spojených států amerických

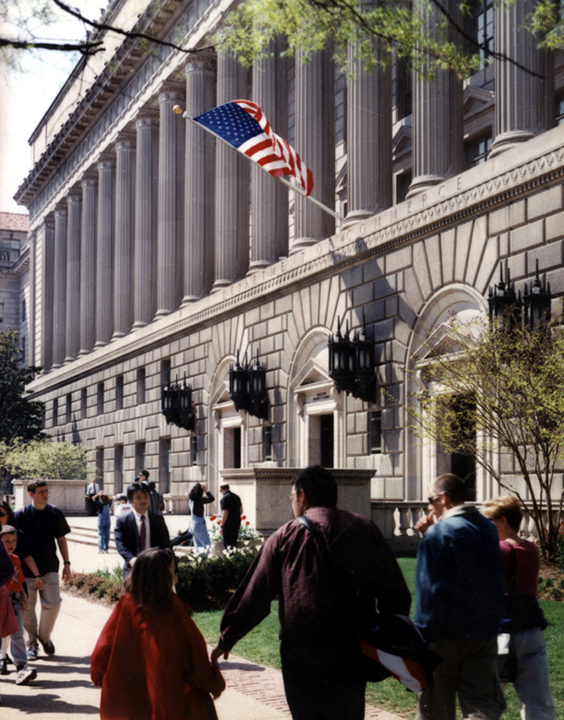
Sídlo ministerstva obchodu

Ministerstvo obchodu Spojených států amerických je částí federální vlády Spojených států amerických starající se o podporu ekonomického růstu Spojených států amerických.
Ministerstvo bylo původně založeno pod jménem Ministerstvo obchodu a práce Spojených států amerických 14. února 1903. A 4. března 1913 bylo přejmenováno prezidentem Taftem na Ministerstvo obchodu. Jednotlivé úřady a agentury specializující se na „práci“ byly přesunuty pod nově vzniklé Ministerstvo práce.
Úkolem ministerstva je starat se o vznik nových pracovních míst a zlepšování životní úrovně všech Američanů vytvářením infrastruktury podporující ekonomický růst, technologické konkurenceschopnosti a udržitelného rozvoje.
Mezi jeho úkoly také patří shromažďování ekonomických a demografických dat pro obchodní a vládní rozhodování, vydávání patentů a obchodních známek a napomáhat vytváření průmyslových standardů.

## Organizační jednotky
- Úřad pro průmysl a bezpečnost (Bureau of Industry and Security, BIS)
- Economics and Statistics Administration (ESA)
  - Úřad pro ekonomické analýzy (Bureau of Economic Analysis, BEA)
  - Úřad pro sčítání lidu (Bureau of the Census)
- Správa pro ekonomický rozvoj (Economic Development Administration, EDA)
- Správa zahraničního obchodu (International Trade Administration, ITA)
- Minority Business Development Agency, MBDA)
- Národní úřad pro oceán a atmosféru (National Oceanic and Atmospheric Administration, NOAA)
- Národní správa telekomunikací a informací (National Telecommunications and Information Administration, NTIA)
- Úřad pro patenty a obchodní známky (Patent and Trademark Office, PTO)
- Technologická správa (Technology Administration, TA)
  - Národní správa pro standardy a technologie (National Institute of Standards and Technology, NIST)
  - Národní správa pro technické informace (National Technical Information Service, NTIS)
  - Úřad pro technologickou politiku (en:Office of Technology Policy, OTP)